# De Roeier (Zennewijnen)

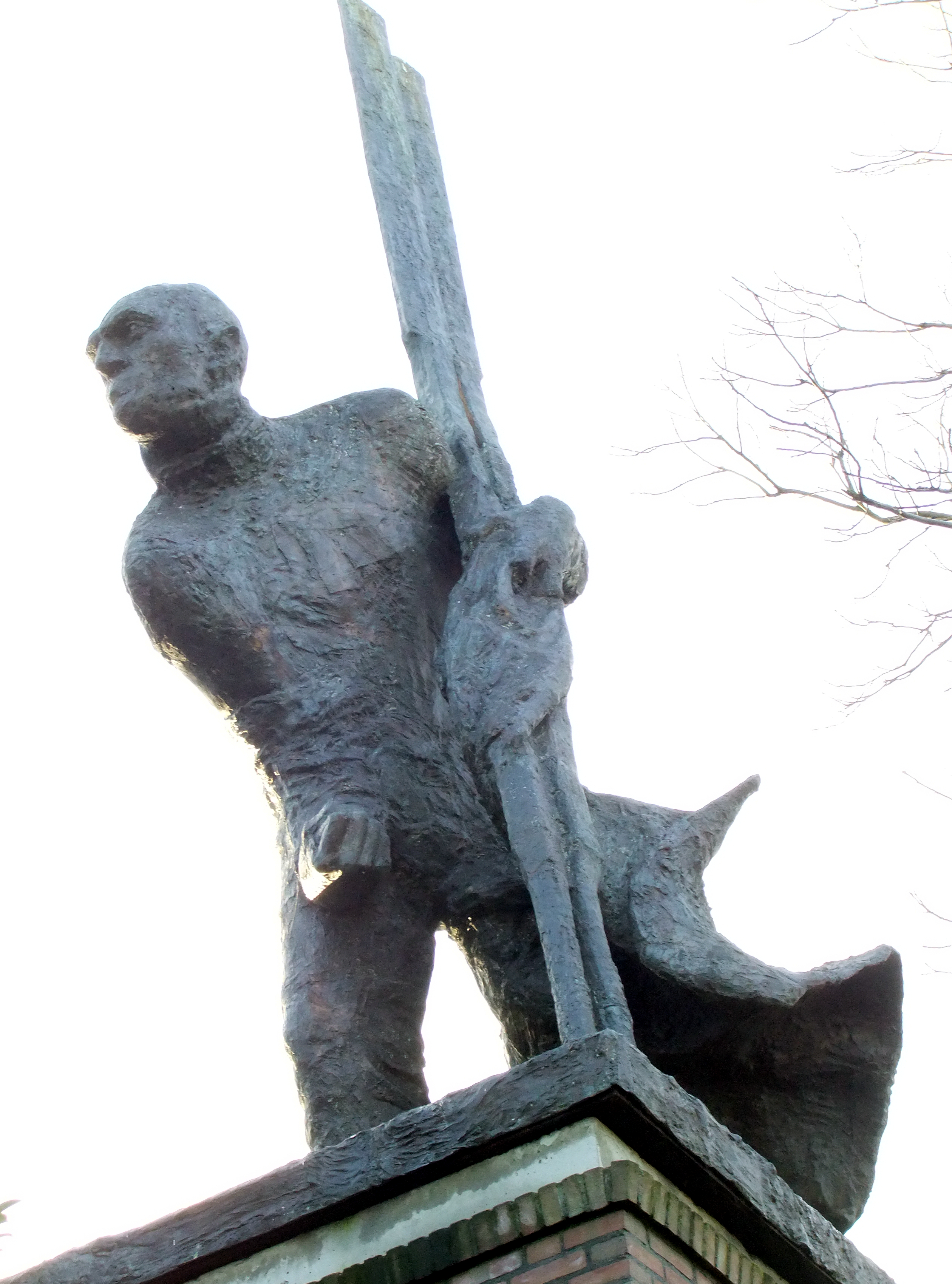
De Roeier

De Roeier is een gedenkteken in de Nederlandse gemeente Tiel ter herinnering aan de prestaties van de verzetsmensen die in de Tweede Wereldoorlog tijdens heimelijke roeitochten onderduikers, vluchtelingen en geallieerde piloten naar bevrijd gebied aan de overkant van de Waal brachten. De roeiers brachten wapens, medicijnen en informatie mee terug.
Het beeld staat sinds 1995 aan de Waalbandijk in Zennewijnen op de plaats waar het huis was van Leen Papo, een van de roeiers. Hoewel hij al ernstig ziek was, was Papo (1917-1995) aanwezig bij de onthulling.

## Beschrijving
Het gedenkteken is een creatie van de kunstenaars Willem den Ouden en Aart Schonk. Willem den Ouden is van origine schilder, Aart Schonk was beeldhouwer. Het is gemaakt in 1995. De imposante, hoog oprijzende mannenfiguur heeft in zijn linkerhand twee roeispanen. Zijn rechtervuist is gebald. Het oorspronkelijke gedenkteken was gemaakt van polyester en betonijzer; later is het opnieuw vervaardigd in brons. Op de plaquette aan de sokkel staat de tekst van Willem van Toorn:
Toen lag de vrijheid aan de overkant
voor wie de moed hadden over te steken.
Van hen staat een nu hier – waarschuwend teken
voor wie ze aantast in dit vrije land:
de geest van vrijheid, de vrijheid van spreken.

## Fotogalerij

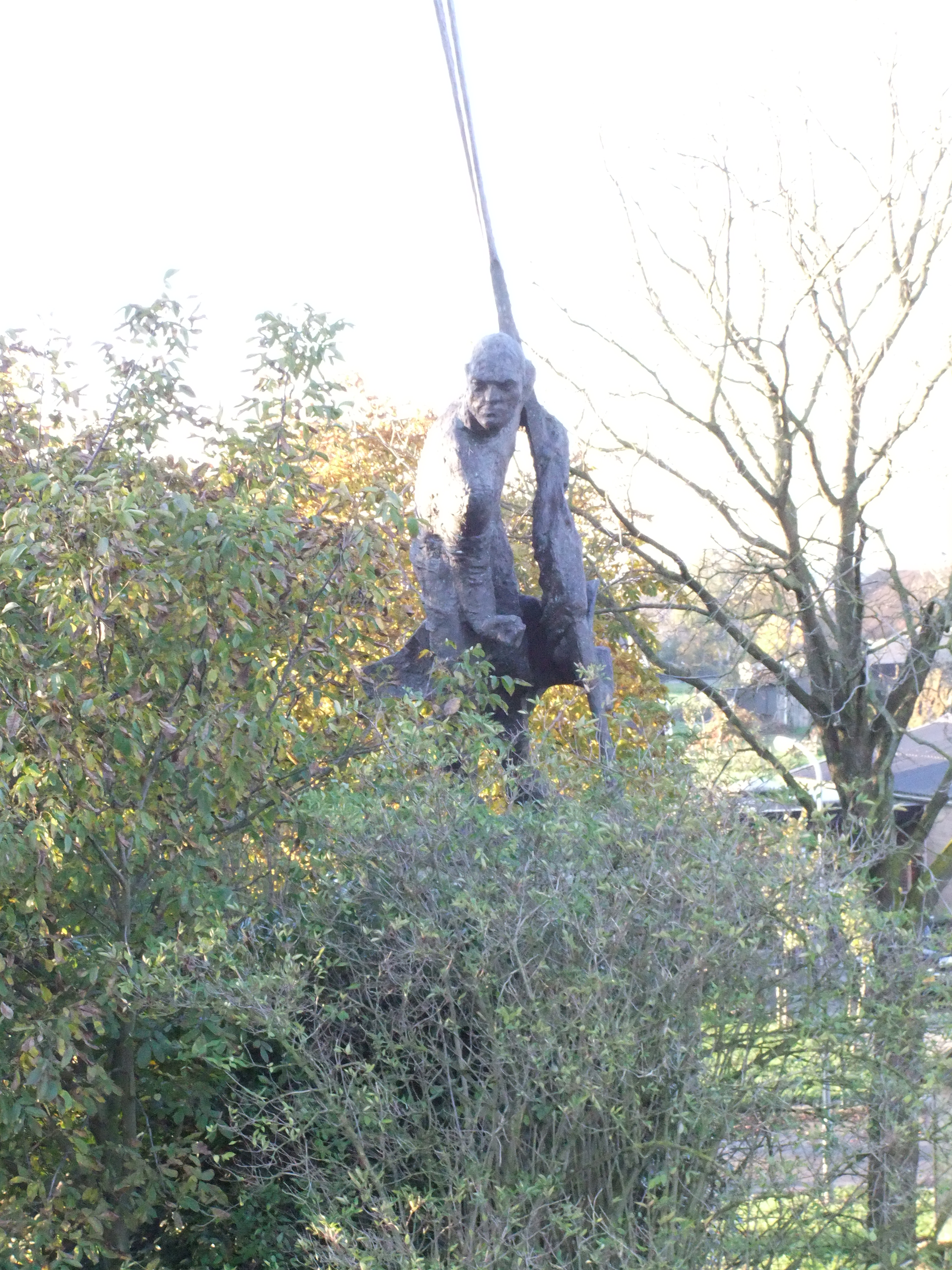
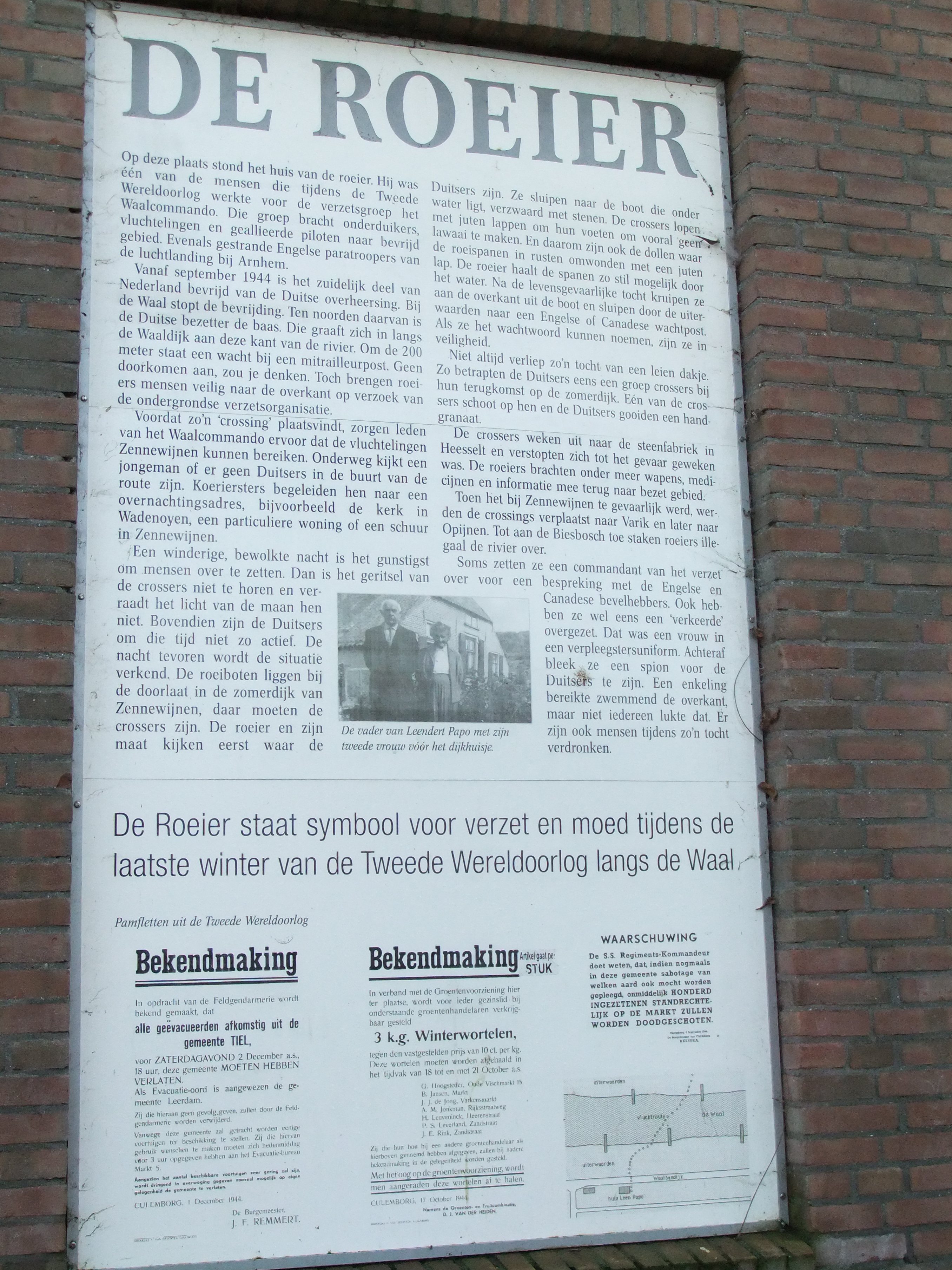
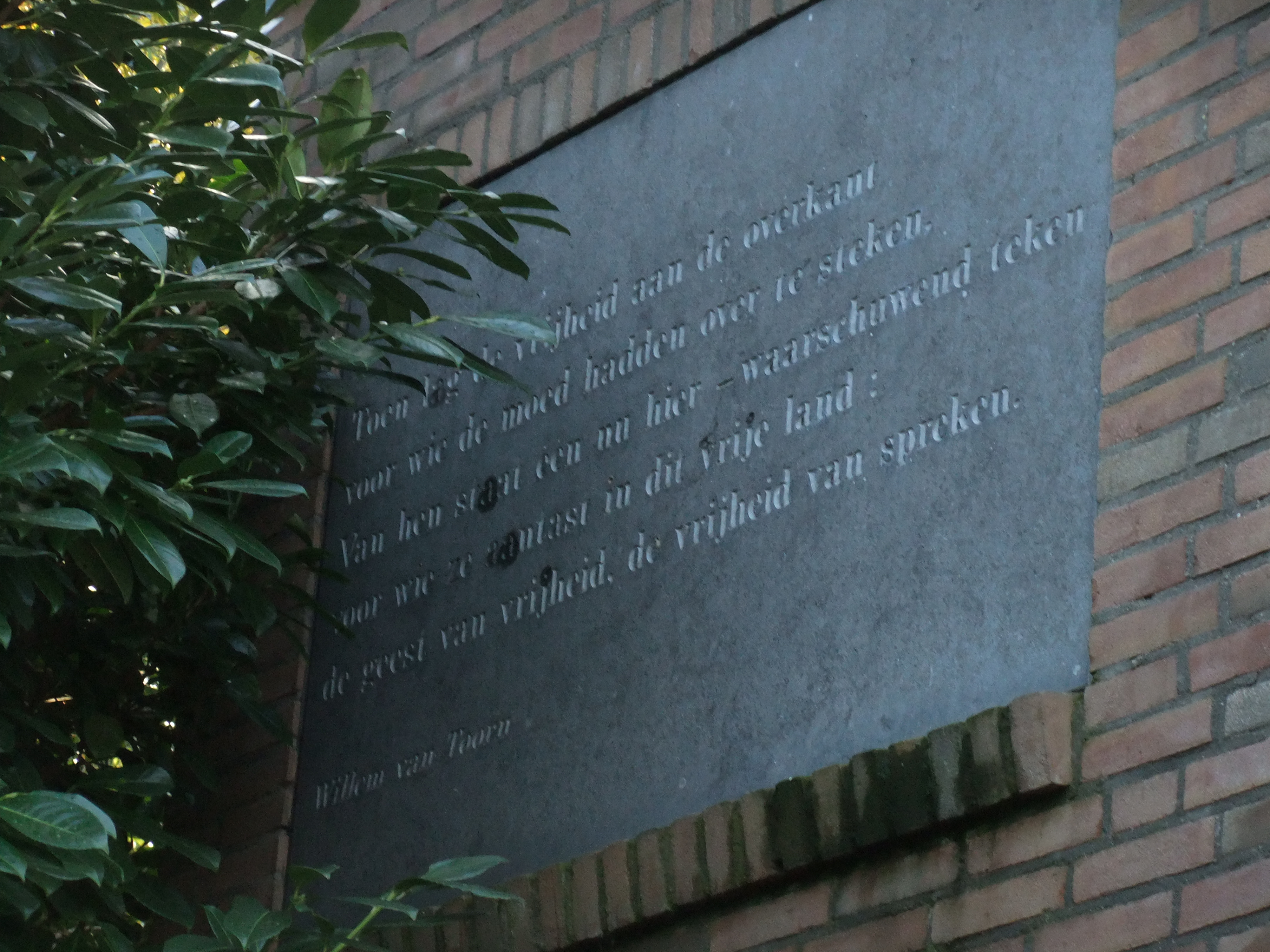